# Armelle Attingré
Armelle Attingré (* 15. Januar 1989 in Kadjokro, Elfenbeinküste) ist eine französisch-montenegrinische Handballtorhüterin, die für die montenegrinische Nationalmannschaft aufläuft. Sie war zuvor sowohl für die Hallen- als auch die Beachhandball-Nationalmannschaft aktiv.

## Hallenhandball

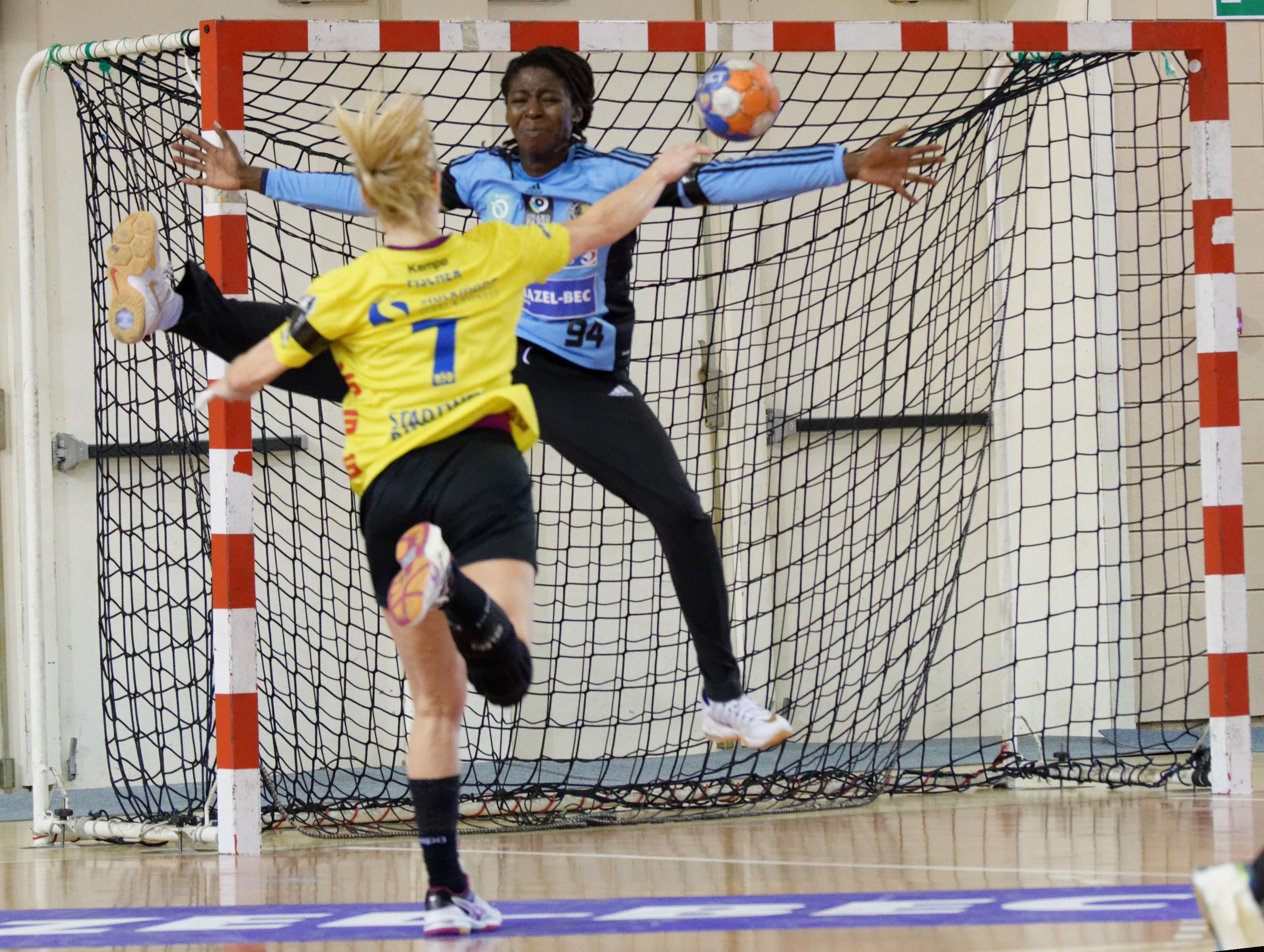
Attingré im EHF-Europapokal-Spiel gegen den Buxtehuder SV im November 2015

Armelle Attingré begann ihre sportliche Karriere 2005 in der Juniorinnen-Abteilung des französischen Erstligisten Fleury Loiret HB. 2009 wechselte sie zum Spitzenclub Paris 92. 2012, 2014, 2015 wurde sie mit der Mannschaft Vizemeisterin, 2013 und 2014 zudem als beste Torhüterin der Erstliga-Saison ausgezeichnet. 2014 stand sie mit Paris im Pokalfinale, 2010 im Halbfinale. 2013 gewann die mit ihrer Mannschaft den Ligapokal, in den nächsten drei Jahren verloren sie jeweils die Finalspiele. 2013 erreichte sie in Paris das Finale des EHF-Europapokals der Pokalsieger, unterlag aber gegen Hypo Niederösterreich. In der Saison 2013/14 stand Attingré mit Paris erneut im Finale des EHF Challenge Cup, verlor dieses aber gegen H 65 Höör aus Schweden. 2015 stand sie mit Paris im Halbfinale des EHF-Europapokals der Pokalsieger. Die internationalen Erfolge der Mannschaft waren nicht zuletzt den Leistungen Attingrès zu verdanken. 2016 wechselte sie für zwei Jahre zum türkischen Erstligisten Yenimahalle Bld. SK. Mit dem Verein scheiterte sie 2016 an der Qualifikation zur EHF Champions League und erreichte anschließend die dritte Runde des EHF-Pokals. 2018 wechselte sie für ein Jahr zurück nach Frankreich zu Nantes Atlantique Handball und wurde mit dem Verein Meisterschafts-Vierte. Nach nur einer Saison wechselte sie, ebenfalls nur für ein Jahr, zum ungarischen Erstligisten Alba Fehérvár KC. Aufgrund der COVID-19-Pandemie kam diese Saison jedoch nicht zum Abschluss. Seit 2020 spielt sie beim europäischen Spitzenclub ŽRK Budućnost Podgorica in Montenegros erster Liga. Mit Budućnost gewann sie 2021, 2022, 2023, 2024 und 2025 die montenegrinische Meisterschaft sowie 2021, 2022, 2023, 2024 und 2025 den montenegrinischen Pokal.
Attingré durchlief mehrere französische U-Nationalmannschaften. 2007 wurde sie mit Frankreich Fünfte bei den Juniorinnen-Europameisterschaften, ein Jahr später Siebte bei den Juniorinnen-Weltmeisterschaften. 2010 wurde sie erstmals in die französische Nationalmannschaft berufen und bestritt bis 2015 16 Länderspiele. Bei den Handball-Europameisterschaften 2014 in Ungarn und Kroatien wurde sie mit Frankreich Fünfte.
Attingré nahm im Februar 2024 die montenegrinische Staatsbürgerschaft an. Kurz darauf absolvierte sie am 3. März 2024 ihr Länderspieldebüt für die montenegrinische Nationalmannschaft.

## Beachhandball
Frankreich nahm zwar an der zweiten und dritten Auflage der Beachhandball-Europameisterschaft teil, zog sich danach aber für mehr als zehn Jahre aus dem Sport zurück. Erst 2017 traten die Bleus zum dritten Mal bei einer EM an. So ist es nicht verwunderlich, dass Attingré erst relativ spät zum Beachhandball kam. 2016 gehörte sie zu den ersten berufenen Spielerinnen für den Neuaufbau des Nationalteams.
2017 wurde Attingré erstmals für die Europameisterschaften am Jarun-See in Zagreb in die französische A-Nationalmannschaft berufen. Von den vier Spielen ihrer Vorrunde konnten die Französinnen einzig gegen Schweden gewinnen und zogen damit als Vorletzte der Gruppe gerade so in die Hauptrunde ein. Von den vier Spielen der Hauptrunde gewannen sie das Spiel gegen die Spitzenmannschaft Ungarn im Shootout und gegen Italien. Erneut kamen die Französinnen damit knapp in die nächste Runde, das Viertelfinale, wo sie an der Mannschaft aus Spanien klar scheiterten. Die beiden weiteren Platzierungsspiele gegen Russland und die Niederlande wurden verloren und gewonnen, somit schloss Frankreich die EM auf dem siebten Platz ab. Attingré kam in allen Spielen zum Einsatz und erzielte dabei sechs Punkte.

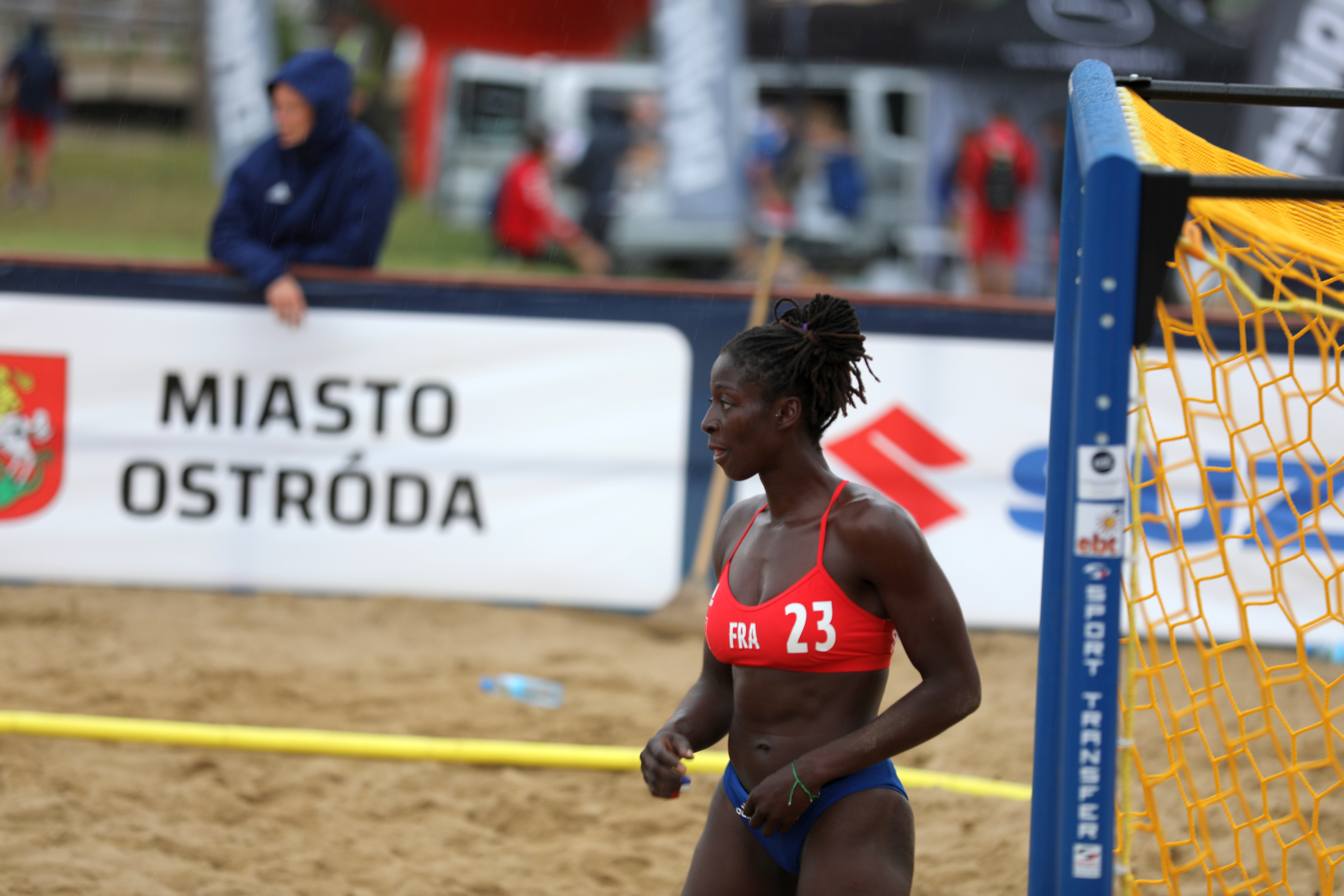
Attingré im Platzierungsspiel gegen die Schweiz bei der Europameisterschaft 2019

Ihr nächstes Turnier bestritt Attingré bei den Europameisterschaften 2019 in Stare Jabłonki, Polen. Attingré startete mit ihrer Mannschaft mit einer knappen Niederlage gegen die Portugiesinnen in das Turnier. Ihr zweites Spiel gegen Zypern gewannen sie überlegen. Gegen die Titel-Mitfavoritinnen aus Ungarn gab es im dritten Spiel eine sehr knappe Niederlage. Auch das vierte Vorrundenspiel ihrer Gruppe verloren die Französinnen gegen Polen, wenn auch überaus knapp, mit je einem Punkt Rückstand in den beiden Durchgängen. Als Vorletzte ihrer Gruppe zogen die Französinnen in die Trostrunde ein. Hier konnten sie ihre drei Spiele gegen Russland knapp und gegen Rumänien und Slowenien deutlich gewinnen. Gegen Rumänien kam sie wie im folgenden ersten Platzierungsspiel nicht zum Einsatz: Bei den Platzierungsspielen verloren die Französinnen gegen die Gastgeberinnen aus Polen im Shootout. Das nächste Spiel gegen die Schweiz wurde im Shootout gewonnen. Auch das letzte Platzierungsspiel wurde gegen Italien klar gewonnen und Frankreich schloss das Turnier als 13. von 20 Mannschaften ab. Attingré spielte acht der zehn Spiele und erzielte zwei Punkte.

## Trainertätigkeit
Attingré gehört seit 2022 dem Trainerstab der montenegrinischen U-20-Auswahl an.

## Einzelbelege
1. ↑  ehfeuro.eurohandball.com: Women’s EHF EURO 2024: Official Squad Lists, abgerufen am 15. November 2024
2. ↑  So bitter endet die Paris-Reise des BSV – Buxtehuder SV – Handball Bundesliga Frauen. Ehemals im Original (nicht mehr online verfügbar); abgerufen am 18. Januar 2021 (deutsch). (Seite nicht mehr abrufbar. Suche in Webarchiven)
3. ↑  www.lesonunique.com: Armelle Attingré rejoint le NLA. 12. Januar 2017, archiviert vom Original am 22. Januar 2021; abgerufen am 18. Januar 2021 (französisch).
4. ↑  Transferts : Armelle Attingré à Podgorica. Abgerufen am 18. Januar 2021 (französisch).
5. ↑  Armelle Attingre nova reprezentativka Crne Gore! Abgerufen am 7. April 2024 (montenegrinisch).
6. ↑  Crna Gora ponovo dobila triler protiv Srbije. Abgerufen am 7. April 2024 (montenegrinisch).
7. ↑  Handzone - France La France se lance dans le Beach Handball ! lundi 27 juin 2016 : Stats et infos. Abgerufen am 8. April 2021 (französisch).
8. ↑  European Handball Federation - 2017 Women's ECh Beach Handball / Final Tournament. Abgerufen am 17. November 2020 (englisch).
9. ↑  Lancement de l’Euro 2019 de Beach Handball en Pologne. 2. Juli 2019, abgerufen am 5. Januar 2021 (französisch).
10. ↑  European Handball Federation - 2019 Women's ECh Beach Handball / Final Tournament. Abgerufen am 18. November 2020 (englisch).
11. ↑  sjevercg.me: Igor Marković okuplja juniorke: Volim izazove, interesuju me samo pobjede, abgerufen am 26. Juni 2022

| Personendaten    | Personendaten                                                     |
| ---------------- | ----------------------------------------------------------------- |
| NAME             | Attingré, Armelle                                                 |
| KURZBESCHREIBUNG | französisch-montenegrinische Handball- und Beachhandballspielerin |
| GEBURTSDATUM     | 15. Januar 1989                                                   |
| GEBURTSORT       | Kadjokro, Elfenbeinküste                                          |